# Léon Fleuriot
Pour les articles homonymes, voir Fleuriot.
Léon Fleuriot, né à Morlaix le 5 avril 1923 et mort à Paris 15e le 15 mars 1987, est un linguiste et historien français.
Il est spécialiste des langues celtiques (vieux breton, gallois et irlandais) et de l'histoire de la Bretagne gallo-romaine et du début du Moyen Âge.

## Biographie
Né à Morlaix dans une famille originaire de la région de Quintin et ayant dans sa jeunesse étudié le breton, il réussit au concours d'agrégé de l'Université pour l'Histoire en 1950. Il enseigne au lycée et au collège à Paris, dans sa banlieue et au Prytanée militaire de La Flèche. Il entre au CNRS en 1958 et devint docteur de l'Université à la Sorbonne en 1964 en soutenant une thèse intitulée : le vieux-breton, éléments d'une grammaire, ainsi qu'une thèse complémentaire, Dictionnaire des gloses en vieux-breton.
En 1966, il est nommé professeur à la chaire des études celtiques de l'Université de Rennes 2 et en même temps directeur de recherche à l'École pratique des hautes études à Paris. Il contribue fortement à l'essor de l'enseignement du breton au niveau universitaire, tout en publiant des nombreux textes qui ont permis de faire progresser considérablement l'étude du vieux-breton et de ses langues sœurs. Son maître-livre Les origines de la Bretagne, paru en 1980, est une étude particulièrement fine et prudente des sources écrites foisonnantes, mais lacunaires et parfois incohérentes sur les premiers siècles de notre ère en Armorique et même dans la moitié Nord de la France. Il y soutient des thèses d'importance comme la prééminence politico-militaire de Brest dans la cité des Osismes jusqu'en 450 et son effacement au profit de Saint-Pol-de-Léon, sur l'alliance en 497 entre les Bretons et Clovis comme facteur de la victoire de celui-ci et sur l'assimilation d'Ambrosius Aurelianus à Riothamus mentionné par Grégoire de Tours, indice de l'intervention de Bretons d'outre-Manche constitués en légions romaines face au péril goth.
Il meurt brutalement à Paris le 15 mars 1987, laissant de nombreuses recherches inachevées. Il est inhumé au cimetière communal de Locquirec (Finistère).

## Publications

### Ouvrages
- Le vieux breton, Éléments d'une grammaire, Paris, Klincksieck, 1964.
- Dictionnaire des gloses en vieux breton, Paris, Klincksieck, 1964.
- A Dictionary of old breton - Dictionnaire du vieux breton, Toronto, Prepcorp Limited, 1985. Apparemment réédition de l'ouvrage paru en 1964.
- Les Origines de la Bretagne : l'émigration, Paris, Payot, coll. « Bibliothèque historique » (no 34), 1988 (1re éd. 1980), 353 p. (ISBN 2-228-12711-6, présentation en ligne), [présentation en ligne], [présentation en ligne].

- Prix Gobert 1981 de l’Académie des inscriptions et belles-lettres
- Notes lexicographiques et philologiques (recueil d'articles publiés dans la revue  Études celtiques, recueillis par Gwennole Le Menn), Skol, 1997.
- Articles dans Annales de Bretagne, Bulletin de la Société archéologique du Finistère, Études celtiques, Hor Yezh.

### Contributions
- Récits et poèmes celtiques, Domaine brittonique, VIe – XVe siècles, en collaboration avec Jean-Claude Lozac'hmeur et Louis Prat, préface de Pierre-Jakez Hélias, Éditions Stock, collection Moyen Âge, Paris, 1980; rééd. 1992.
- L'histoire littéraire et culturelle de la Bretagne (volume 1), Paris, Genève, 1993